# Biostimolante
I biostimolanti sono prodotti di nuova generazione, utilizzati dagli agricoltori per migliorare la salute e la resa delle colture, dalla semina alla raccolta. Si distinguono dai fertilizzanti in quanto non forniscono direttamente nutrienti alla pianta, ma agiscono migliorando ed incrementando alcuni processi fisiologici che si verificano durante il ciclo vitale. 
L'EBIC (European Biostimulant Industry Council), nato nel 2011 per promuovere l'utilizzo e la conoscenza di questi prodotti, li definisce come segue: "sostanze e/microrganismi la cui funzione, quando applicati alle piante o nella rizosfera, è di stimolare i processi naturali incrementando l'assorbimento dei nutrienti, l'efficienza di utilizzo dei nutrienti, la tolleranza agli stress biotici e abiotici e la qualità della coltura. 
I biostimolanti sono miscele complesse, perlopiù di originanti da processi di estrazione su matrice vegetale,  risultando, a volte, elementi dell'economia circolare. Gli scarti di alcuni tipi di industrie, infatti, rappresentano una risorsa per l'agricoltura, in quanto contengono sostanze organiche molto utili alla pianta nel processo di crescita. La ricerca applicata effettuata da università ed aziende permette così di sviluppare prodotti efficienti ed efficaci. 
I principali aspetti che caratterizzano questa categoria di prodotti sono:
- assenza di tossicità per l'ambiente e per l'uomo
- utilizzo in dosi basse

La regolazione di produzione e vendita, a livello legislativo, dei biostimolanti è stata a lungo oggetto di discussione da parte dell'Unione Europea. Il fatto che siano costituiti principalmente da miscele complesse, contenenti un elevato e diversificato numero di composti, rende difficile stabilire regole che possano valere per tutti. Nel luglio 2019 è stato promulgato il Regolamento Europeo 2019/1009, che riconosce i biostimolanti come categoria distinta di prodotti utilizzati in agricoltura. Questo regolamento entrerà in vigore da 2024 e, da allora, sarà obbligatorio sviluppare per ogni prodotto un dossier contenente informazioni specifiche da fornire secondo determinate linee guida.
Seppure si tratti di miscele complesse, vi sono alcune categorie maggiormente studiate e conosciute per la loro efficacia:

## Estratti algali
L'utilizzo di estratti algali in agricoltura è conosciuto fin da tempo antichi, le prime fonti scritte riportano l'utilizzo di materiale algale già nell'opera "De Agricolturae" di Lucio Columella, che ne consiglia l'uso in fase di trapianto dei cavoli. È anche riportato l'uso di "macerati" di alghe in alcune popolazioni pre-colombiane della fascia pacifica del sud America. Successivamente, la pratica agronomica di utilizzare alghe in campo agricolo si è affermata in zone ricche naturalmente di tali risorse e in particolare nel nord della Francia e Irlanda. L'utilizzo industriale di tali prodotti e dunque la messa a punto di protocolli di estrazione è da far risalire agli anni 60 del secolo scorso. Attualmente, le principali specie di alghe utilizzate sono ascrivibile a quattro specie, fondamentalmente di origine oceanica:
- Aschophyllum Nodosum
- Durvillaea Potatorum
- Fucus vesiculosus
- Laminaria Digitata

Tuttavia, la ricerca industriale di diversi players del settore, cinesi ed europei, si sta focalizzando nell'individuare nuove specie da sfruttare industrialmente, con un minore impatto ambientale rispetto alle precedenti, ottenute principalmente da raccolta in mare aperto.
Sebbene numerosi test e pubblicazioni scientifiche dimostrino l'efficacia di tali formulazioni sia in laboratorio che in pieno campo, i meccanismi di azione sono ancora in fase di comprensione. Attualmente la comunità scientifica ritiene ascrivibile l'effetto biostimolante a un complesso sinergico dovuto fondamentalmente alla presenza di:
- Fitormoni
- Polisaccaridi caratteristici delle alghe (Alginati, fucoidani, laminarine, agar)
- Steroli
- Minerali in tracce

## Idrolizzati proteici ed amminoacidi
Possono essere ottenuti da scarti animali o vegetali. I processi di produzione industriale possono essere suddivisi in due macro-categorie:
- Estrazione mediante processi chimico-fisici
- Estrazione mediante processi enzimatici

È possibile definire, quale maggiore differenza tra i due metodi di estrazione, la ritenzione della configurazione ottica degli amminoacidi liberati. I metodi chimico-fisici presentano assenza di selezione ottica, creando dunque una miscela racemica, al contrario i metodi enzimatici permettono di mantenere la configurazione ottica L. Inoltre è possibile affermare che, insieme alla produzione di amminoacidi liberi vi è la contemporanea presenza di frazioni peptidiche che come riportato in letteratura possono essere tra i players dell'effetto biostimolante. Il meccanismo di funzionamento non è completamente chiaro, tuttavia è possibile ricordare che le sostanze peptidiche potrebbero influenzare alcuni processi di trascrizione genica e gli amminoacidi liberi fungere da deboli agenti chelanti nei confronti di alcuni ioni. La somma olistica di questi componenti ha dimostrato la sua efficacia nel superare stress abiotici in laboratorio e in campo.

## Batteri e funghi
Batteri e funghi possono formare simbiosi con la pianta, un rapporto in cui sia il microrganismo che l'organismo vegetale trovano giovamento. Tra i batteri più conosciuti vi sono i PGPR (Plant Growth Promoting Rhizobacteria), batteri promotori della crescita comprendenti molteplici specie, mentre tra i funghi le micorrize. La loro presenza permette di incrementare la disponibilità e l'assorbimento dei nutrienti, trasformando forme insolubili in altre disponibili per la pianta e capaci di aumentare lo sviluppo radicale. 
Le modalità di applicazione possono essere differenti, in base alla funzione ed al target del biostimolante:
- Applicazione radicale

Il prodotto viene applicato direttamente nel suolo mediante fertirrigazione o in drench (immersione delle radici della pianta per un periodo limitato di tempo prima del travaso). In questo modo verrà assorbito dalle radici ed una piccola parte dal suolo circostante. Questa tipologia di applicazione è preferibile per quei biostimolanti destinati all'incremento di crescita radicale, di assorbimento di nutrienti e di attività microbica del suolo.
- Applicazione fogliare

In questo caso in biostimolante viene spruzzato sulle foglie della pianta, da appositi strumenti che permettono la formazione di piccole goccioline che si depositano sulla foglia. Ciò permette di utilizzare quantità inferiori di prodotto, poiché ciò che arriva sulla pianta viene interamente assorbito, senza l'interferenza del terreno. Questa applicazione è da preferire per quei prodotti utili a funzioni fisiologiche della pianta, quali fotosintesi, risposta agli stress abiotici e trasporto dei nutrienti
- Trattamento del seme

Questa tipologia di trattamento consiste nel trattamento del seme (concia), prima della semina. È utilizzato per i Priming-biolstimulant, ovvero quei biostimolanti che hanno un'azione priming sul seme e la pianta che da esso si svilupperà. L'azione priming consente di preparare il seme ad alzare le barriere che gli permetteranno di sopravvivere in situazioni climatiche avverse (es: eccessiva temperatura del suolo al momento della semina), prima che le stesse condizioni avverse si verifichino. In questo modo, nel momento in cui si presenterà lo stress, il seme sarà in grado di fronteggiarlo in modo più rapido ed efficiente rispetto a quelli non trattati, attivando per esempio sistemi di riparazione del DNA o incrementando le difese antiossidanti. Spesso l'effetto priming continua anche durante lo sviluppo della piantina, aiutandola a crescere più forte, fino ad avere poi un effetto positivo sulla produzione finale.